# ONF (groupe)
Pour les articles homonymes, voir ONF.
ONF (prononcé On and Off, 온앤오프) est un boys band sud-coréen de K-pop formé en 2017 par WM Entertainment. Il est composé de six membres : Hyojin, E-Tion, J-Us, Wyatt, MK et U.

## Formation
Les sept membres originaux du groupe sont annoncés sous le nom de WM Boys lors du Dream Concert de 2016 à Seoul,.
Le 23 août 2019, Laun, le plus jeune membre, quitte le groupe pour raison personnelles.
En 2020, le groupe participe à l'émission Road to Kingdom et termine 2ème.

## Membres
Actifs
- Hyojin (효진)
- E-Tion (이션)
- J-Us (제이어스)
- Wyatt (와이엇)
- MK (엠케이)
- U (유)

Ancien
- Laun (라운)

## Discographie

### Albums
| Titre        | Détails de l'album                                                                   | Meilleure position | Meilleure position | Vente                        |
| Titre        | Détails de l'album                                                                   | KOR                | JAP                | Vente                        |
| ------------ | ------------------------------------------------------------------------------------ | ------------------ | ------------------ | ---------------------------- |
| ONF: My Name | - Sortie : 24 février 2021 - Label : WM Entertainment - Formats : CD, téléchargement | 3                  | 34                 | - KOR : 75,283 - JAP : 1,262 |

### Ressorties
| Titre       | Détails de l'album                                                                 | Meilleur position | Meilleur position | Ventes         |
| Titre       | Détails de l'album                                                                 | KOR               | JAP               | Ventes         |
| ----------- | ---------------------------------------------------------------------------------- | ----------------- | ----------------- | -------------- |
| City of ONF | - Sortie : 28 avril 2021 - Label : WM Entertainment - Formats : CD, téléchargement | 4                 | —                 | - KOR : 86,702 |

### EP
| Titre                                                                        | Détails de l'EP                                                                      | Meilleure position | Meilleure position | Ventes                        |
| Titre                                                                        | Détails de l'EP                                                                      | KOR                | JAP                | Ventes                        |
| ---------------------------------------------------------------------------- | ------------------------------------------------------------------------------------ | ------------------ | ------------------ | ----------------------------- |
| On/Off                                                                       | - Sortie : 2 août 2017 - Label : WM Entertainment - Formats : CD, téléchargement     | 9                  | —                  | - KOR : 14,804                |
| You Complete Me                                                              | - Sortie : 7 juin 2018 - Label : WM Entertainment - Formats : CD, téléchargement     | 8                  | —                  | - KOR : 24,937                |
| We Must Love                                                                 | - Sortie : 7 février 2019 - Label : WM Entertainment - Formats : CD, téléchargement  | 5                  | —                  | - KOR : 19,950                |
| Go Live                                                                      | - Sortie : 7 octobre 2019 - Label : WM Entertainment - Formats : CD, téléchargement  | 8                  | 38                 | - KOR : 21,636 - JAP : 1,566  |
| Spin Off                                                                     | - Sortie : 10 août 2020 - Label : WM Entertainment - Formats : CD, téléchargement    | 3                  | 38                 | - KOR : 82,486 - JAP : 1,113  |
| Popping                                                                      | - Sortie : 9 août 2021 - Label : WM Entertainment - Formats : CD, téléchargement     | 2                  | 35                 | - KOR : 111,696 - JAP : 1,347 |
| Goosebumps                                                                   | - Sortie : 3 décembre 2021 - Label : WM Entertainment - Formats : CD, téléchargement | 2                  | —                  | - KOR : 109,805               |
| "—" denotes releases that did not chart or were not released in that region. |                                                                                      |                    |                    |                               |

### Singles
| Titre                                                                        | Année  | Meilleur positionons | Meilleur positionons | Meilleur positionons | Ventes        | Album             |
| Titre                                                                        | Année  | KOR                  | KOR Hot              | JAP                  | Ventes        | Album             |
| Korean                                                                       | Korean | Korean               | Korean               | Korean               | Korean        | Korean            |
| ---------------------------------------------------------------------------- | ------ | -------------------- | -------------------- | -------------------- | ------------- | ----------------- |
| On/Off                                                                       | 2017   | —                    | —                    | NC                   | NC            | On/Off            |
| Complete (널 만난 순간)                                                      | 2018   | —                    | —                    | NC                   | NC            | You Complete Me   |
| We Must Love (사랑하게 될 거야)                                              | 2019   | —                    | —                    | NC                   | NC            | We Must Love      |
| Why                                                                          | 2019   | —                    | —                    | NC                   | NC            | Go Live           |
| Sukhumvit Swimming (스쿰빗스위밍)                                            | 2020   | 102                  | 91                   | NC                   | NC            | Spin Off          |
| Beautiful Beautiful                                                          | 2021   | 7                    | —                    | NC                   | NC            | ONF: My Name      |
| Ugly Dance (춤춰)                                                            | 2021   | 42                   | —                    | NC                   | NC            | City of ONF       |
| Popping (여름 쏙)                                                            | 2021   | 30                   | —                    | NC                   | NC            | Popping           |
| Goosebumps                                                                   | 2021   | 108                  | 76                   | NC                   | NC            | Goosebumps        |
| Version japonaise                                                            |        |                      |                      |                      |               |                   |
| On/Off                                                                       | 2018   | NC                   | NC                   | 20                   | - JAP : 5,213 | Non-album singles |
| "Complete"                                                                   | 2018   | NC                   | NC                   | 17                   | - JAP: 4,807  | Non-album singles |
| "—" denotes releases that did not chart or were not released in that region. |        |                      |                      |                      |               |                   |

### Autres chansons classées
| Titre                              | Année | Meilleure position | Meilleure position | Album                 |
| Titre                              | Année | KOR                | KOR Hot            | Album                 |
| ---------------------------------- | ----- | ------------------ | ------------------ | --------------------- |
| New World (신새계)                 | 2020  | 112                | 97                 | Road to Kingdom FINAL |
| My Name Is                         | 2021  | —                  | —                  | ONF: My Name          |
| Thermometer (온도차)               | 2021  | —                  | —                  | ONF: My Name          |
| Secret Triangle (비밀)             | 2021  | —                  | —                  | ONF: My Name          |
| The Realist                        | 2021  | —                  | —                  | ONF: My Name          |
| On-You (Interlude)                 | 2021  | —                  | —                  | ONF: My Name          |
| Trip Advisor (누워서 세계 속으로)  | 2021  | —                  | —                  | ONF: My Name          |
| Feedback                           | 2021  | —                  | —                  | ONF: My Name          |
| I.T.I.L.U                          | 2021  | —                  | —                  | ONF: My Name          |
| Beautiful Beautiful (English Ver.) | 2021  | —                  | —                  | ONF: My Name          |
| My Genesis (Übermensch)            | 2021  | —                  | —                  | City of ONF           |
| The Dreamer                        | 2021  | —                  | —                  | City of ONF           |

### Bandes originales
| Title                               | Year | Album                                                   |
| ----------------------------------- | ---- | ------------------------------------------------------- |
| No Control                          | 2018 | The Haunted House: Birth of Ghost Ball X OST (saison 2) |
| Your Day (축제)                     | 2018 | Let's Eat 3 OST                                         |
| Pretty (예뻐죽겠다)                 | 2019 | Chubby Romance 2 OST Part. 1                            |
| Not a Sad Song (이별 노래가 아니야) | 2020 | Love Revolution OST Part. 1                             |